# The Devil Rides Out
The Devil Rides Out is een Britse film van Terence Fisher die werd uitgebracht in 1968. 
Het scenario is gebaseerd op de gelijknamige roman (1934) van Dennis Wheatley.

## Verhaal
Zuid-Engeland, 1929. De hertog van Richleau is een edelman die gespecialiseerd is in de demonologie. In tegenstelling tot zijn vriend Rex Van Ryn, voor wie occultisme bijgeloof is, is Richleau overtuigd van het bestaan van de duivel. 
Toch zal Van Ryn Richleau helpen de jonge Simon Aron te bevrijden uit de klauwen van een sekte satanisten. Richleau en Simon hebben een soort vader-zoonrelatie. Ook Simons vriendin Tanith is in de ban van het occulte geraakt. De weerzinwekkende Mocata is de leider van de duivelaanbidders. 
Richleau en Van Ryn slagen erin Simon uit de sekte te krijgen maar om Tanith te bevrijden zal Richleau witte magie moeten aanwenden. 

## Rolverdeling
| Acteur                | Personage                     |
| --------------------- | ----------------------------- |
| Christopher Lee       | Nicholas, hertog van Richleau |
| Charles Gray          | Mocata                        |
| Nike Arrighi          | Tanith Carlisle               |
| Leon Greene           | Rex Van Ryn                   |
| Patrick Mower         | Simon Aron                    |
| Gwen Ffrangcon-Davies | gravin d'Urfe                 |
| Sarah Lawson          | Marie Eaton                   |
| Paul Eddington        | Richard Eaton                 |
| Rosalyn Landor        | Peggy Eaton                   |